# Lomandra spicata
Lomandra spicata är en sparrisväxtart som beskrevs av Alma Theodora Lee. Lomandra spicata ingår i släktet Lomandra och familjen sparrisväxter. Inga underarter finns listade i Catalogue of Life.